# Skutvika
Skutvika of Skutvik is een plaats in de Noorse gemeente Hamarøy, provincie Nordland. Skutvika telt 212 inwoners (2007). De plaats ligt op het zuidwestelijke uiteinde van het Hamarøya schiereiland, ongeveer 90 km ten noorden van Bodø en 95 km ten zuidwesten van Narvik. Vanuit het dorp wordt een zomerveerdienst onderhouden naar de Lofoten.

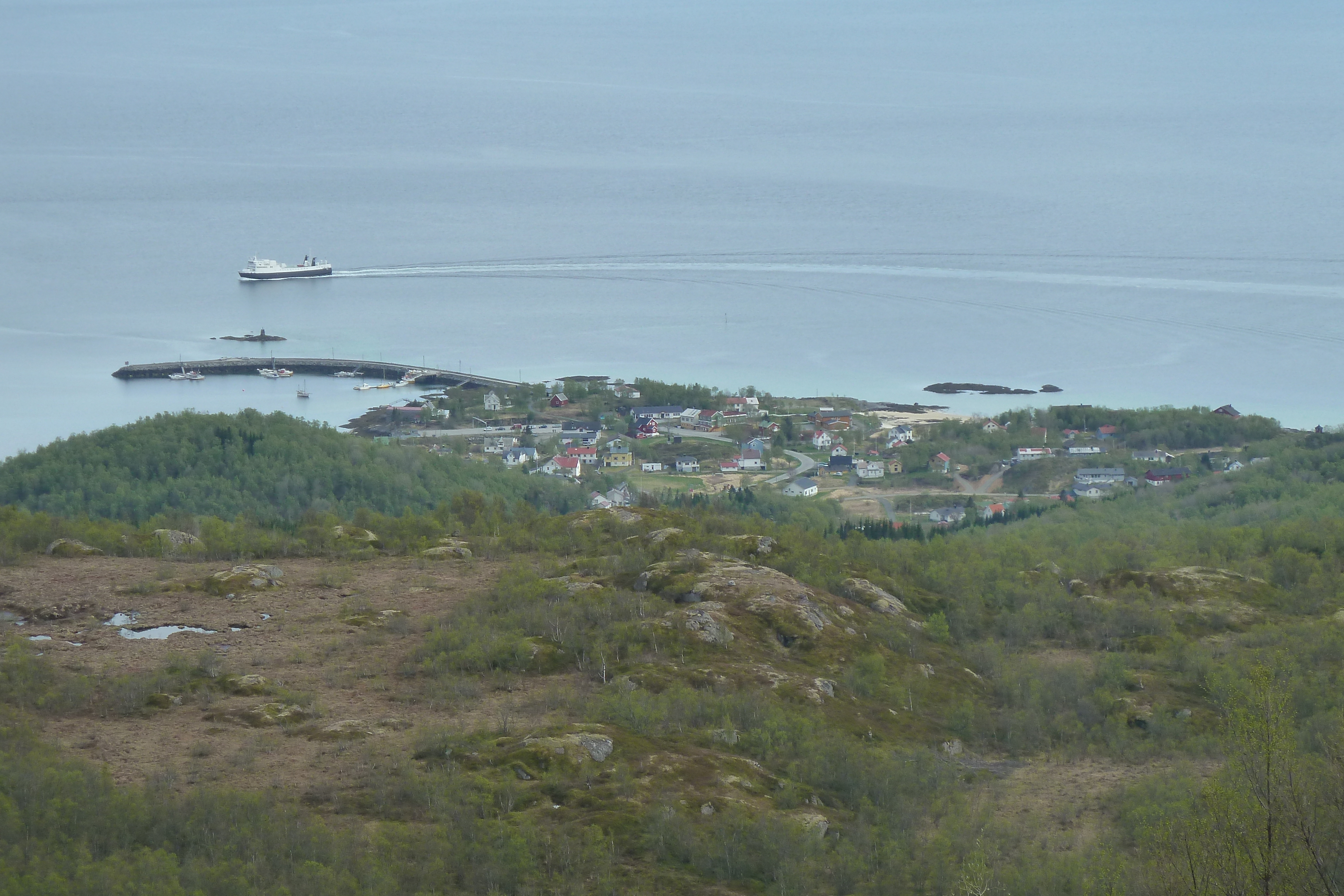
De veerboot Vågan nadert Skutvika